# Batee Timoh
Batee Timoh is een bestuurslaag in het regentschap Bireuen van de provincie Atjeh, Indonesië. Batee Timoh telt 778 inwoners (volkstelling 2010).